# Terry Walsh
Terence (“Terry”) Arthur Walsh (* 20. November 1953 in Kalgoorlie-Boulder) ist ein Feldhockey-Trainer und ein ehemaliger Spieler, der als Stürmer für Australien spielte. Er vertrat Australien bei zwei Olympischen Spielen und gewann 1976 in Montreal eine Silbermedaille. Nach seiner aktiven Karriere wurde er Trainer und hatte mit den Teams aus Australien und den Niederlanden erfolgreiche Zeiten. Er trainierte auch die indische Herrenmannschaft und führte die Mannschaft bei den Asienspielen nach 16 Jahren zur ersten Goldmedaille.

## Trainerkarriere
Walsh war in den 1990er-Jahren der Cheftrainer der australischen Nationalmannschaft. Unter ihm gewann das Team bei den Commonwealth Games 1998 und 1999 die Champions Trophy Gold und bei den Olympischen Spielen 2000 Bronze. Anschließend trainierte er die niederländische Herrenmannschaft bei den Olympischen Spielen 2004 und holte mit ihr eine Silbermedaille. Er wurde 2013 zum Trainer der indischen Männermannschaft ernannt, bevor er im Oktober 2014 seinen Rücktritt einreichte. Als Grund nannte er „Schwierigkeiten, sich an den Entscheidungsstil der Sportbürokratie in Indien zu gewöhnen“. Er zog jedoch am nächsten Tag seinen Rücktritt zurück. Unter seiner Führung gewann das Team bei den Asienspielen 2014 die erste Goldmedaille seit 16 Jahren. Unter Berufung auf „bürokratische Eingriffe“ trat er im November 2014 erneut zurück. Derzeit ist er der Cheftrainer der Kalinga Lancers in der ''Hockey India League''.